# ماتیس کاروالیو
ماتیس کاروالیو (انگلیسی: Matis Carvalho؛ زادهٔ ۲۸ آوریل ۱۹۹۹) بازیکن فوتبال است.
از باشگاه‌هایی که در آن بازی کرده‌است می‌توان به باشگاه ورزشی مون‌پلیه اشاره کرد.